# El Cazador
El Cazador é uma série de revistas em quadrinhos criada por Chuck Dixon e publicada pela CrossGen Comics. Escrita por Dixon, e ilustrada por Steve Epting, Frank D’Armata e Jason Keith, a série teve apenas seis edições publicadas entre 2003 e 2004, quando a editora veio a decretar falência e a série, descontinuada.  Tendo como cenário a Espanha, durante o Século XVII, a série é protagonizada por "Lady Sin", uma condessa espanhola que se tornou pirata e comanda um navio perseguindo "Blackjack Tom", o homem responsável pelo sequestro de sua família.
A primeira edição teve sua tiragem esgotada logo após o lançamento, em setembro de 2003, e a série se tornaria um sucesso junto não apenas ao público, mas também à crítica especializada, se tornando uma das séries mais memoráveis da editora e um dos trabalhos favoritos do próprio Dixon. Em 2004, foi indicada ao Eisner de "Melhor Nova Série".